# Анна-Мария Борисова
Анна-Мария Борисова Иванова е български лекар ендокринолог, професор, министър на здравеопазването в правителството на Бойко Борисов между 7 април и 29 септември 2010 г. Председател на Българското дружество по ендокринология и Българската лига за профилактика на остеопорозата.

## Биография

### Образование и медицинска практика
Родена е на 7 януари 1950 г. в гр. Бяла Слатина, България . Записва медицина в Медицинска академия, София през 1968 г., завършва през 1974 г.
Започва работа като интернист в Окръжна болница, гр. Ловеч. През 1980 придобива специалност по вътрешни болести, през 1982 специалност по ендокринология, а през 1987 става доктор по медицина. От 2005 е доктор на медицинските науки. От 2006 година е професор, началник на Клиниката по тиреоидни и метаболитни костни заболявания, Клиничен център по ендокринология, Медицински университет, гр. София.
Има участия в над 10 клинични проучвания – в 7 от тях като главен изследовател.

### Политическа кариера
На 29 септември 2010 г. Анна-Мария Борисова подава оставка, която е приета без възражения от премиера Бойко Борисов. Повод за оставката е идеята на Анна-Мария Борисова за доплащане от страна на пациентите на всички лекарски услуги. Въпросната концепция е причина за искане на вот на недоверие към правителството от страна на опозицията.